# (30039) Jameier
(30039) Jameier est un astéroïde de la ceinture principale d'astéroïdes.

## Description
(30039) Jameier est un astéroïde de la ceinture principale d'astéroïdes. Il fut découvert le 29 février 2000 à Socorro par le projet LINEAR. Il présente une orbite caractérisée par un demi-grand axe de 2,39 UA, une excentricité de 0,14 et une inclinaison de 3,6° par rapport à l'écliptique.

## Compléments